# 카시오페이아자리 감마
카시오페이아자리 감마(γ Cas, γ Cassiopeiae)는 분출 변광성으로, 겉보기 등급이 +2.20에서 +3.40까지 변한다. 카시오페이아자리 감마 변광성의 원형이기도 하다. 이 별은 제법 밝음에도 불구하고 전통적으로 내려오는 아랍어나 라틴어 이름이 붙어있지 않다. 이 별은 카시오페이아자리의 W 모양 중앙에 위치하고 있다. 미국 우주인 거스 그리솜은 이 별에 자신의 가운데 이름을 거꾸로 쓴, 나비(Navi)라는 별칭을 붙였다. 이 별은 우주 미션 수행 중 방위의 지침이 되는 별로 활용되었다.
카시오페이아자리 감마별의 겉보기 등급은 1937년 +2.2, 1937년 +3.4, 1949년 +2.9, 1965년 +2.7이었고, 현재는 2.15이다. 가장 밝을 때는 같은 별자리의 카시오페이아자리 알파(+2.25)이나 카시오페이아자리 베타(+2.3)보다도 밝다.
감마별은 매우 빠르게 자전하는 별로 적도 부분이 납작하게 튀어나와 있다. 매우 밝은데다 이러한 자전 양상이 합쳐서 항성 주위에는 질량 손실로 생겨난 원반이 형성된다. 밝기가 변화하는 이유는 이처럼 원반 물질이 주위에 형성되어 있기 때문이다.
카시오페이아자리 감마는 분광쌍성으로, 쌍성을 이루는 두 별은 서로의 질량중심을 204일에 한 번 공전하고 있다. 반성의 질량은 우리 태양 정도 되는 것으로 생각된다.(2000년 허마넥 연구진, 2002년 미로쉬니첸코 연구진)
감마별은 비이형 별들보다 엑스선을 10배 정도 많이 방출하는 엑스선 방출원의 원형 별이기도 하다. 감마별과 같은 엑스선 방출원 항성들은 매우 짧거나 긴 방출 주기를 보여준다. 이들의 엑스선 스펙트럼은 ‘열적 복사’로 특징지을 수 있으며, 적어도 1천만 켈빈 온도의 플라즈마로부터 방출되는 것일 가능성이 있다. 역사적으로 이러한 엑스선 방출은 뜨거운 항성풍이나 주변에 형성된 원반처럼, 주성에서 나온 물질(백색 왜성이나 중성자별과 같이 축퇴된 반성 표면에 떨어진다)로 인해 활성화되는 것으로 믿어져 왔다. 현재는 상기 이론을 제대로 설명하기에 어려움이 있다는 것이 밝혀졌다. 예로써 백색 왜성이 반성으로부터 현재 알려진 거리만큼 떨어져 있고 반성에서 나온 물질이 이 거리에서 백색 왜성 주변에 강착될 때, 관측된 양만큼의 엑스선(1033 erg/s 또는 100 YW)을 방출할 수 있는가에 대해서는 의문이 있다. 중성자별의 경우 관측된 에너지량을 충분히 생산할 수 있지만, 문제는 중성자별에서 방출되는 엑스선은 비열적 복사라는 데 있다.

## 같이 보기
- 돛자리 감마

## 참고 문헌
- Cranmer, S., Smith, M., and Robinson, R., "A multiwavelength campaign on gamma Cassiopeiae IV. The case for illuminated disk-enhanced wind streams," 2002, "ApJ," 537, 433
- Miroschnichenko, A. S., Bjorkman, K. S., and Krugov, V. D. 2002, "Binary nature and long term nature of gamma Cassiopeiae," "Pub. Astron. Soc. Pacific," 114, 1226
- P. Harmanec, P. et al, "Binary Nature and Orbital Elements of Gamma Cas", 2000, Astronomy and Astrophysics, 364, L85.
- Robinson, R. D., Smith, M. A., and Henry, G. W., "X-ray and optical variations in the classical Be star gamma Cas," 2002, "ApJ", 575, 435
- Smith, M. A., Cohen, D. H., Gu, M., "et al", "High resolution Chandra spectroscopy of gamma Cas (B0.5e)", 2004, "ApJ", 600, 972
- Smith, M. A. and Robinson, R. D., "A multiwavelength campaign on gamma Cas III. The case for magnetically controlled circumstellar kinematics, 1999, "ApJ", 517, 866